# مارتینا گودالیووا
مارتینا گودالیووا (اسلواکی: Martina Godályová؛ زادهٔ ۱۵ مهٔ ۱۹۷۵) بازیکن زن بسکتبال اهل اسلواکی بود. وی در بازی‌های المپیک تابستانی ۲۰۰۰ شرکت کرده‌است.